# Abdelmalik Lahoulou
Abdelmalik Lahoulou, född 7 maj 1992, är en algerisk friidrottare. Han deltog vid olympiska sommarspelen 2016 och olympiska sommarspelen 2020.